# Cesare Bonacossa
Cesare Bonacossa (Milano, 1914 – Lione, 30 gennaio 1987) è stato un editore e giornalista italiano.

## Biografia
Figlio del conte Alberto Bonacossa, sposò la ricchissima Teresa "Resy" Nunziante di Mottola dalla quale ebbe una filglia. Alla morte del padre ereditò la proprietà de La Gazzetta dello Sport, che il padre aveva acquistato nel 1929. Vincitore di un Premio Bancarella Sport, morì a Lione all'età di 73 anni nel 1987 . 
Con un forte interesse volto verso oriente (era collezionista di arte orientale) scrisse numerosi libri di viaggio e sullo sport. Nel 1939 scrive "Aspetti Atletici dell'Eroe". Nel 1941 pubblica "Il Vecchio Mondo in Congedo Assoluto". Dopo la morte del padre gli dedicò una biografia "Vita al Sole". Tra i libri sull'oriente si notano "Lo Sport Nasce in Asia".